# Monetazione carolingia
Sotto Carlo Magno, tra il 781 e il 790, fu attuata una vasta riforma monetaria per cui da una libbra d'argento furono coniati esattamente 240 denari di un'ottima lega.
Questa riforma, che era stata iniziata da Pipino il Breve, padre di Carlo Magno, prevedeva un'unica moneta legale e il "monometallismo argenteo". Questo significa che veniva creato il denaro, moneta che non aveva né multipli né sottomultipli. Il denaro era di argento, e quindi nel sistema previsto dalla monetazione carolingia non esistevano altri metalli.
Questo sistema monetario ha regolato la coniazione in Europa per molti secoli, fin quando la rivoluzione francese e gli avvenimenti ad essa collegati, portarono all'affermazione del sistema decimale; fenomeno che non toccò la Gran Bretagna fino al 1971.
Il fatto che il denaro non avesse né multipli né sottomultipli era ben accetto in un'economia non molto sviluppata dove gli scambi commerciali erano spesso basati sul baratto, o dove il denaro veniva utilizzato per integrare gli scambi avvenuti tramite il baratto.
Non essendo prevista la coniazione di alcun multiplo del denaro, dall'uso quotidiano nacque una soluzione spontanea: siccome da una libbra (peso) si otteneva alla zecca 240 denari, si iniziò a far equivalere 240 denari a una "lira" (unità di conto).
Il denaro è stato la moneta più importante del Medioevo. La libra da sola unità di peso (allora di circa 409 g) diventò così anche un'unità di conto. Come anche il soldo (dal valore di 12 denari, quindi di un ventesimo di lira), per molto tempo la lira non fu coniata e rimase una mera unità di conto.
Per oltre cento anni il denaro mantenne inalterato peso e lega. I primi slittamenti iniziarono nel X secolo. I primi Ottoni (961-973 e 973-983) misero ordine nel sistema consacrando lo slittamento del denaro in termini di peso e di fino: una "lira" (ossia 240 denari) passò da g 410 a g 330 di una lega argentea peggiore (da g 390 di argento fino a g 275).
La denominazione nelle varie lingue:
- italiano: 240 denari = 20 soldi = 1 libbra
- francese: 240 denier = 20 sol (plurale sous) = 1 livre
- catalano: 240 diners = 20 sous = 1 lliura
- latino: 240 denarii = 20 solidi = 1 libra
- tedesco: 240 Pfennig = 20 Schilling = 1 Pfund
- inglese: 240 penny (pl. Pence) = 20 shilling = 1 lira sterlina

In Gran Bretagna questo sistema monetario si è mantenuto fino alla decimalizzazione del 1971. Dalle iniziali dei nomi latini (Libra, Solidus, Denarius) venne anche denominato  "LSD-System".
Dalla libra intesa come unità monetaria, deriva il nome della lira, la moneta circolante in Italia prima dell'avvento dell'euro.